# راز أف ذا كاساي
راز أف ذا كاساي، هي لعبة فيديو أمريكية، تم تطويرها من بوتل روكيت إنترتنمنت، ونشرها سوني كمبيوتر إنترتنمنت، صدرت في الأسواق سنة 2005، وتعمل حصراً لمنصة بلاي ستيشن 2.